# Hologagrella normalis
Hologagrella normalis is een hooiwagen uit de familie Sclerosomatidae.